# Saint-Sévère
Cet article possède des paronymes, voir Saint-Sever (homonymie), Sévère (homonymie), Saint Sever, Sever, Saint-Sève et Sainte-Sève.
Saint-Sévère est une municipalité de paroisse canadienne du Québec située dans la municipalité régionale de comté de Maskinongé et dans la région administrative de la Mauricie.

## Toponymie
La paroisse de Saint-Sévère est créée en 1850, à partie d'une portion de la paroisse de Sainte-Anne-d'Yamachiche. Elle est constituée en municipalité de paroisse sous le même nom en 1855. Quant au nom, elle a été nommée en l'honneur de Joseph-Sévère-Nicolas Dumoulin (1793-1853), curé de la paroisse de Sainte-Anne-d'Yamachiche de 1825 à 1853. Elle a été créée à sa suggestion même, jugeant la population de sa paroisse trop élevée.

## Histoire
(juillet 2024).
Si vous disposez d'ouvrages ou d'articles de référence ou si vous connaissez des sites web de qualité traitant du thème abordé ici, merci de compléter l'article en donnant les références utiles à sa vérifiabilité et en les liant à la section « Notes et références ».
Saint-Sévère est située dans le fief Dumontier, seigneurie concédée le 24 octobre 1708 au sergent François Dumontier. Nous ne pouvons pas préciser la date des premiers établissements dans cette seigneurie, mais nous savons qu'en 1800, il y avait des habitants vers le milieu de ce fief sur un rang double, dans la direction nord, portant le nom de Pic-dur où l'on voit aujourd'hui la belle église de St-Sévère.
Au mois d'octobre 1825, M. L'abbé Joseph Sévère Nicolas Dumoulin venait prendre possession de la cure d'Yamachiche. Voyant que sa paroisse était extrêmement populeuse, il songea à la diviser, car beaucoup d'habitants avaient une distance énorme à parcourir pour venir à l'église et demandaient un prêtre plus près d'eux ; le 2 novembre 1828, le curé Dumoulin lisait du haut de la chaire le décret de l'évêque de Québec (Mgr Bernard Claude Panet) par lequel les rangs St-Joseph, Bellechasse et Pic-dur étaient détachés de Ste-Anne d'Yamachiche pour former St-Barnabé. La 1re pierre de l'église a été bénite en 1830 par le grand vicaire Louis Marie Cadieux des Trois-Rivières.
Mais les choses ne se firent pas d'une manière aussi facile et aussi simple qu'on aurait pu l'espérer ; il y eut opposition et à la fin, l'établissement de deux paroisses au lieu d'une à savoir St-Sévère et St-Barnabé.
Le fief Dumontier a été tout entier dans les limites de la paroisse d'Yamachiche avant l'établissement de nouvelles paroisses ; il commence au haut des terres de la grande Acadie du cadastre seigneurial de 1854. Ce fief fait maintenant partie de St-Sévère et de St-Léon.
L'histoire se répète continuellement et comme la plupart des nouvelles paroisses, le site de l'église suscita de nombreuses difficultés. Il y avait deux groupes de francs-tenanciers, un premier qui voulait Bellechasse tandis que les autres privilégiaient la place actuelle de l'église. Après bien des disputes le choix se porta sur Bellechasse ; enfin le 19 mars 1829, avec le vicaire Cadieux, une assemblée fixa la place dans le rang Bellechasse partie centrale de la paroisse débutante, sur la ferme aujourd'hui propriété de Sylvain Gélinas. En 1830, au mois d'octobre, eut lieu la bénédiction de la première pierre par Mgr Cadieux. On travaillait ardemment, l'édifice progressait rapidement des fondations jusqu'aux châssis ; mais le travail de l'opposition était tellement fort auprès des autorités qu'on dut abandonner les travaux, on sait que le curé Dumoulin d'Yamachiche favorisait le site de Bellechasse. Nous pouvons encore aujourd'hui trouver les pierres de fondation de l'église inachevée.
C'est alors que l'on conseille aux gens du rang St-François de Pic-dur de faire une nouvelle requête à l'évêque de Québec pour retourner à leur paroisse d'origine, Yamachiche ; on leur promettait qu'ils pourraient obtenir dans un avenir prochain leur propre paroisse avec une église plus proche, d'où le désir de fonder la paroisse de St-Sévère en 1850.
Et le 4 novembre 1849 une demande des concessions St-François de Pic-dur et Bellechasse fiefs Dumontier et Gatineau de la paroisse Ste-Anne d'Yamachiche est déposée pour fonder la paroisse de Saint-Sévère, ladite paroisse devrait avoir une étendue de territoire d'environ 3 milles de front par 7 milles de profondeur, bornée au nord ouest au Township de Caxton vers le sud ouest de la grande rivière du Loup partie du fief de Grand Pré, au sud est partie du fief Grosbois en ce qui concerne Bellechasse à la ligne sud est des terres des sieurs Alexis Gélinas et Jean Milot vers le nord est à la paroisse de St-Barnabé qui a été prise à même Yamachiche elle aussi vers le 25 avril 1832.
La paroisse de St-Sévère a été fondée le 23 janvier 1850, ça a pris cinq ans à décider du site de l'église, après beaucoup de discussions l'église, le presbytère et le cimetière, tout sera installé sur un lopin de terre de 2 arpents de large par 4 de profondeur cédé par le Sieur Charles Bellemare habitant à Pic-dur à peu près à l'endroit actuel de l'église. L'église a 80 pieds de long, 45 pieds de large et 25 pieds de haut. L'acquisition du terrain par la Fabrique date du 27 décembre 1850, le lopin de terre appartenant à M. Bellemare a été acheté le 21 mars 1850, et la partie de la terre de Joseph Héroux a été acquise le 21 juin 1850.

### Chronologie
- 1er juillet 1855: Constitution de la municipalité de la paroisse de Saint-Sévère lors de premier découpage municipale du Québec.

## Géographie
La rivière du Loup délimite l'ouest de la municipalité et coule vers le sud-est.
La petite rivière Yamachiche traverse l'est de la municipalité du nord-est vers le sud-est.

## Démographie
| 1996 | 2001 | 2006 | 2011 | 2016 | 2021 |
| ---- | ---- | ---- | ---- | ---- | ---- |
| 358  | 337  | 329  | 318  | 302  | 337  |

## Administration
Les élections municipales se font en bloc pour le maire et les six conseillers.
| Saint-Sévère Maires depuis 2001                                                                                      |                     |         |          |
| Élection | Maire               | Qualité | Résultat |
| 2001 | Yves Gélinas        |         | Voir     |
| 2005 | Yves Gélinas        | Voir    |          |
| 2009 | Laurent Lavergne    |         | Voir     |
| 2013 | Laurent Lavergne    | Voir    |          |
| 2017 | Jean-Yves St-Arnaud |         | Voir     |
| 2021 | Jean-Yves St-Arnaud | Voir    |          |
| oct. 2023 | Vacant              |         | Voir     |
| janv. 2024 | Jacinthe Noël       |         | Voir     |
| Élection partielle en italique Depuis 2005, les élections sont simultanées dans toutes les municipalités québécoises |                     |         |          |

## Tourisme
Saint-Sévère est visité pour ses paysages vallonnées. [réf. nécessaire]